# Cokrokembang
Cokrokembang is een bestuurslaag in het regentschap Pacitan van de provincie Oost-Java, Indonesië. Cokrokembang telt 2991 inwoners (volkstelling 2010).